# Julien Brulé
Julien Louis Brulé (Avilly-Saint-Léonard, 30 de abril de 1875-Précy-sur-Oise, 25 de junio de 1928) fue un deportista francés que compitió en tiro con arco, en la modalidad de arco recurvo.
Participó en los Juegos Olímpicos de Amberes 1920, obteniendo un total de cinco medallas: una de oro, tres de plata y una de bronce.

## Palmarés internacional
| Juegos Olímpicos | Juegos Olímpicos  | Juegos Olímpicos  | Juegos Olímpicos             |
| Año              | Lugar             | Medalla           | Prueba                       |
| ---------------- | ----------------- | ----------------- | ---------------------------- |
| 1920             | Amberes (Bélgica) | Medalla de oro    | Pichón móvil 50 m individual |
| 1920             | Amberes (Bélgica) | Medalla de plata  | Pichón móvil 50 m por equipo |
| 1920             | Amberes (Bélgica) | Medalla de plata  | Pichón móvil 33 m individual |
| 1920             | Amberes (Bélgica) | Medalla de plata  | Pichón móvil 33 m por equipo |
| 1920             | Amberes (Bélgica) | Medalla de bronce | Pichón móvil 28 m por equipo |